# Инакадате
Инакадате (яп. 田舎館村 Инакадатэ-мура) — село в Японии, находящееся в уезде Минамицугару префектуры Аомори. Площадь села составляет 22,31 км², население — 8177 человек (1 августа 2014), плотность населения — 366,52 чел./км².

## Географическое положение
Село расположено на острове Хонсю в префектуре Аомори региона Тохоку. С ним граничат города Хиросаки, Куроиси, Хиракава и посёлок Фудзисаки.

## Население
Население села составляет 8177 человек (1 августа 2014), а плотность — 366,52 чел./км². Изменение численности населения с 1980 по 2005 годы:
| 1980 | 10 053 чел. |  |
| 1985 | 9722 чел.   |  |
| 1990 | 9370 чел.   |  |
| 1995 | 9151 чел.   |  |
| 2000 | 8835 чел.   |  |
| 2005 | 8541 чел.   |  |

## Интересные факты
Село известно своими произведениями танбо — художественные работы на рисовом поле.